# Bodensee Hinterland bei Überlingen
Das FFH-Gebiet Bodensee Hinterland bei Überlingen ist ein im Jahr 2005 durch das Regierungspräsidium Tübingen nach der Richtlinie 92/43/EWG (Fauna-Flora-Habitat-Richtlinie) angemeldetes Schutzgebiet (Schutzgebietskennung DE-8221-341) im deutschen Bundesland Baden-Württemberg. Mit Verordnung des Regierungspräsidiums Tübingen zur Festlegung der Gebiete von gemeinschaftlicher Bedeutung vom 5. November 2018 (in Kraft getreten am 11. Januar 2019), wurde das Schutzgebiet ausgewiesen.

## Lage
Das rund 335 Hektar große Schutzgebiet Bodensee Hinterland bei Überlingen gehört naturräumlich zum Bodenseebecken, Hegau und Oberschwäbischen Hügelland. Seine acht Teilflächen liegen auf einer Höhe von 411 bis 674 m ü. NHN und erstrecken sich in den zum Bodenseekreis gehörenden Gemeinden Frickingen, Owingen, Salem und Uhldingen-Mühlhofen sowie der Stadt Überlingen.
Die Teilflächen umfassen den Bereich zwischen Billafingen im Nordwesten, Hohenbodman im Norden, den „Großen Wiesen“ nördlich von Salem im Westen und dem Tal des Nellenflurbachs bei Uhldingen im Süden.

## Schutzzweck
Wesentlicher Schutzzweck ist die Erhaltung der eiszeitlich geprägten Landschaft mit tief eingeschnittenen Tobeln, naturnahen Fließgewässern, Wiesen und Weihern.

### Lebensraumtypen
Die Vielfalt von Lebensraumtypen wie Drumlins, naturnahe Tobelwälder, Schmelzwasserrinnen und Hangrutschungen ist Zeugnis einer glazialen und postglazialen Landschaftsentwicklung. Das Schutzgebiet zeichnet sich hauptsächlich durch folgende Lebensräume aus: Mischwald sowie feuchtes und mesophiles Grünland (je 25 %), Laubwald (17 %) und Binnengewässer (12 %).
Folgende Lebensraumtypen nach Anhang I der FFH-Richtlinie kommen im Gebiet vor:
| EU Code | * | Lebensraumtyp (offizielle Bezeichnung)                                                                              | Kurzbezeichnung                                              |
| ------- | - | --- | ------------------------------------------------------------ |
| 3130    |   | Oligo- bis mesotrophe stehende Gewässer mit Vegetation der Littorelletea uniflorae und/oder der Isoëto-Nanojunceata | Nährstoffarme bis mäßig nährstoffreiche Stillgewässer        |
| 3140    |   | Oligo- bis mesotrophe kalkhaltige Gewässer mit benthischer Vegetation aus Armleuchteralgen                          | Kalkreiche, nährstoffarme Stillgewässer mit Armleuchteralgen |
| 3150    |   | Natürliche eutrophe Seen mit einer Vegetation des Magnopotamions oder Hydrocharitions                               | Natürliche nährstoffreiche Seen                              |
| 3260    |   | Flüsse der planaren bis montanen Stufe mit Vegetation des Ranunculion fluitantis und des Callitricho-Batrachion     | Fließgewässer mit flutender Wasservegetation                 |
| 6210    |   | Naturnahe Kalk-Trockenrasen und deren Verbuschungsstadien (Festuco-Brometalia)                                      | Kalk-Magerrasen                                              |
| 6410    |   | Pfeifengraswiesen auf kalkreichem Boden, torfigen und tonig-schluffigen Böden (Molinion caeruleae)                  | Pfeifengraswiesen                                            |
| 6430    |   | Feuchte Hochstaudenfluren der planaren und montanen bis alpinen Stufe                                               | Feuchte Hochstaudenfluren                                    |
| 6510    |   | Magere Flachland-Mähwiesen (Alopecurus pratensis, Sanguisorba officinalis)                                          | Magere Flachland-Mähwiesen                                   |
| 7220    | * | Kalktuffquellen (Cratoneurion)                                                                                      | Kalktuffquellen                                              |
| 8210    |   | Kalkfelsen mit Felsspaltenvegetation                                                                                | Kalkfelsen mit Felsspaltenvegetation                         |
| 9130    |   | Waldmeister-Buchenwald (Asperulo-Fagetum)                                                                           | Waldmeister-Buchenwald                                       |
| 9180    | * | Schlucht- und Hangmischwälder (Tilio-Acerion)                                                                       | Schlucht- und Hangmischwälder                                |
| 91E0    | * | Auen-Wälder mit Alnus glutinosa und Fraxinus excelsior (Alno-Padion, Alnion incanae, Salicion albae)                | Auenwälder mit Erle, Esche, Weide                            |

### Arteninventar
Folgende Arten von gemeinschaftlichem Interesse kommen im Gebiet vor:
| Bild                               | EU Code | * | Art                                | wissenschaftlicher Name     | Artengruppe           |
| ---------------------------------- | ------- | - | ---------------------------------- | --------------------------- | --------------------- |
| Bauchige Windelschnecke            | 1016    |   | Bauchige Windelschnecke            | Vertigo moulinisana         | Schnecken             |
| Kleine Flussmuschel                | 1032    |   | Kleine Flussmuschel                | Unio crassus                | Muscheln              |
| Heller Wiesenknopf-Ameisenbläuling | 1059    |   | Heller Wiesenknopf-Ameisenbläuling | Maculinea teleius           | Schmetterlinge        |
| Spanische Flagge                   | 1078    | * | Spanische Flagge                   | Callimorpha quadripunctaria | Schmetterlinge        |
| Steinkrebs                         | 1093    | * | Steinkrebs                         | Austropotamobius torrentium | Krebse                |
| Strömer                            | 1131    |   | Strömer                            | Leuciscus souffia agassizi  | Fische und Rundmäuler |
| Bitterling                         | 1134    |   | Bitterling                         | Rhodeus sericeus            | Fische und Rundmäuler |
| Groppe                             | 1163    |   | Groppe                             | Cottus gobio                | Fische und Rundmäuler |
| Kammmolch                          | 1166    |   | Kammmolch                          | Triturus cristatus          | Amphibien             |
| Großes Mausohr                     | 1324    |   | Großes Mausohr                     | Myotis myotis               | Säugetiere            |
| Biber                              | 1337    |   | Biber                              | Castor fiber                | Säugetiere            |
| Gelber Frauenschuh                 | 1902    |   | Gelber Frauenschuh                 | Cypripedium calceolus       | Pflanzen              |

### Zusammenhängende Schutzgebiete
Folgende sechs Schutzgebiete sind Bestandteil des FFH-Gebiets:
| Nr.          | Name | Ort/e                           | Flächenanteil [%] | Bild |
| ------------ | --- | ------------------------------- | ----------------- | ---- |
| NSG 4.057    | Aachtobel Tief eingeschnittene Schlucht im Überlinger Molassegebiet mit steil abfallenden Felswänden und mehreren seitlichen Quelltobeln, Grau-Erlen-Auewald, Schluchtwald an den Hängen und alpine Pflanzenarten.             | Frickingen, Owingen, Überlingen | 31                |      |
| LSG 4.35.031 | Bodenseeufer Bodenseeuferlandschaft mit kleinräumigen Wechsel von bewaldeten Kuppen, steilen Molassefelsen, Streuobst-, Wiesenflächen und eingestreuten Äckern.                                                                | Überlingen, Uhldingen-Mühlhofen | 32                |      |
| LSG 4.35.029 | Drumlin „Im Hasenbühl“ und „Gegez“ Durch die Eiszeit geschaffene eindrucksvolle Hügellandschaft (Drumlins) in der jüngeren kuppigen Schmelzwasserlandschaft.                                                                   | Owingen                         | 3                 |      |
| LSG 4.35.036 | Lippertsreuter Umland Vom Würmgletscher und dessen Schmelzwässern ausgebildete Landschaft um Lippertsreute mit Streuobst- und Feuchtwiesen, Feldgehölzen, naturnahen Bach- und Flussläufen, Wiesen, Acker- und Obstbauflächen. | Salem, Überlingen               | 1                 |      |
| LSG 4.35.030 | Salem-Killenweiher Landschaft um den Schlossbezirk mit Killenweiher, Bifang-, Martins- und Markgräfinweiher sowie Teilen des Tüfinger Waldes und des Banzenreuter Waldes                                                       | Salem                           | 1                 |      |
| NSG 4.208    | Schwarzer Graben Feuchtwiesen als Brut-, Nahrungs- und Rastplatz für Wiesenbrüter und durchziehende Vogelarten. | Salem                           | 9                 |      |